# Мельник Богдан Олегович
Богда́н Оле́гович Ме́льник (нар. 4 січня 1997, Володимир) — український футболіст, півзахисник клубу «Фегервар».

## Життєпис

### Ранні роки
Вихованець аматорського клубу БРВ-ВІК (Володимир-Волинський). З 2009 по 2014 рік провів у чемпіонаті ДЮФЛ 89 матчів, забивши 20 голів.

### Клубна кар'єра
Улітку 2014 року приєднався до складу полтавської «Ворскли». 20 серпня того ж року дебютував у юнацькій (U-19) команді полтавців у домашньому матчі проти харківського «Металіста». За молодіжну (U-21) команду дебютував 3 жовтня 2015 року в домашньому поєдинку з київським «Динамо».
30 квітня 2016 року дебютував у складі «Ворскли» в домашній грі Прем'єр-ліги проти львівських «Карпат», замінивши на 87-й хвилині Вадима Сапая. Цей матч так ы залишився єдиним для гравця за клуб.
Влітку 2017 року Богдан перейшов в угорський клуб «Кішварда» з другого за рівнем дивізіону країни.

### Кар'єра в збірній
З 2012 по 2013 рік грав у складі юнацьких збірних України U-16 та U-17. З 2016 року грає за юнацьку збірну U-19.

## Статистика
| Клуб      | Ліга         | Сезон   | Чемпіонат | Чемпіонат | Кубок | Кубок | U-21 | U-21 |
| Клуб      | Ліга         | Сезон   | Ігри      | Голи      | Ігри  | Голи  | Ігри | Голи |
| --------- | ------------ | ------- | --------- | --------- | ----- | ----- | ---- | ---- |
| «Ворскла» | Прем'єр-ліга | 2015/16 | 1         | 0         | 0     | 0     | 10   | 0    |
| «Ворскла» | Прем'єр-ліга | 2016/17 | 0         | 0         | 0     | 0     | 19   | 2    |